# José Andrëa y Uróboros
José Andrëa y Uróboros es un grupo español de Hard Rock y Heavy Metal formado a comienzos del año 2012 por el ex-vocalista de Mägo de Oz, Jose Andrëa, junto a otros dos exmiembros de la banda: el teclista Sergio Cisneros «Kiskilla» y el bajista Pedro Díaz «Peri», acompañados por el guitarrista Juan Flores «Chino» y el batería Juanjo Frontela. En 2015, se sumó a la banda el guitarrista José Rubio, en 2016 el batería Teto Viejo, y en 2019, se incorporaron el violinista mexicano Santiago Vokram y el flautista Fernando Ponce de León, antiguo miembro también de Mägo de Oz, posteriormente José Rubio abandona el grupo dando paso al guitarrista Manu Acilu. En 2021, Ismael Filteau se convirtió en nuevo teclista de la banda. 
Además de Hard Rock, la banda ha experimentado con otros estilos musicales como el Blues Rock en su primer disco «Uróboros»; luego, en su segundo trabajo de estudio, «Resurrección», su sonido se endureció más, llegando a tener canciones mayormente de Hard Rock, unas pocas de Heavy metal (Al estilo tradicional de los 80's y 90's) y una de Power Ballad; posteriormente, en su tercer álbum «Bienvenidos Al Medievo» hay una buena variedad de géneros como por ejemplo Folk Rock, fusionando su característico estilo de Hard Rock con arreglos de Música Folk y Celta, Folk Metal, Heavy metal tradicional, AOR, Balada Folk, Power Ballad y hasta Ópera.

## Historia

### Primeros años y disco debut (2010-2014)
El proyecto se forja desde la salida del álbum Gaia III: Atlantia; Gaia: Epílogo y Love and Oz de Mägo de Oz, puesto que José Andrëa ya no se sentía identificado con el rumbo musical y manera de trabajar de la banda desde hace un par de años atrás.
Tenía varias canciones compuestas desde hace tiempo, incluso antes de entrar en Mägo de Oz, pero nunca se las había propuesto al grupo para incluirlas en sus discos puesto que tal vez no les hubiera gustado como para que las adaptaran a su característico y peculiar estilo Folk Metal de la banda madrileña. Contactó con la productora Musicals Producciones para buscar a alguien a quien le interesara su proyecto y le remitieron a Juan Flores, el «Chino», al cual le pasó las maquetas de sus antiguas canciones para que las adaptara a un sonido más actual y quedó maravillado por cómo quedaron, de tal forma que fueron grabando el disco en ratos libres en los cuales ninguno de los componentes del grupo tuviera compromisos con sus propios grupos. El día 15 de mayo de 2012 salió al mercado, bajo el sello de Warner Music Spain, el primer disco de nombre homónimo a la banda «Uróboros».
El disco tuvo muy buena acogida por los fanes y mucho éxito, tanto que en la primera semana consiguió alcanzar el puesto 19 en la lista Promusicae de los discos más vendidos en España.

### Resurrección(2015)
En el año 2015 sale a la venta el segundo disco de la banda, «Resurrección», con un sonido más potente que al anterior álbum el cual marcaría el estilo que mayormente ejecutaría la banda en ese entonces siendo que también tuvo un muy buen recibimiento por la comunidad de fanes añadiendo más presencia del Hard Rock y añadiendo canciones con otros géneros como por ejemplo Power Ballad y Heavy metal.

### La Paz, donde todo es posibleyBienvenidos al Medievo(2018-presente)
El 13 de julio de 2018 sale a la venta el primer álbum en directo de la banda de nombre «La Paz, donde todo es posible», grabado en la ciudad natal de José Andrëa La Paz (Bolivia) el 8 de octubre de 2016 en el Teatro al Aire Libre durante el Scream Festival, ante más de 8.000 espectadores.
En 2019 publican «Bienvenidos al medievo», hasta ahora considerado el mejor álbum de la banda, dotado de canciones muy heavy, hasta apasionadas baladas, la banda experimentó con instrumentos folk, dándole un gran sonido al disco en el cual destacan canciones como «Agua y fuego», «Una fabula de mi yo», «El ultimo jincho», esta última muy inspirada en música tradicional de Bolivia.

## Componentes

### Miembros actuales
- José Andrëa: Voz (2012-)
- Pedro Díaz «Peri»: Bajo (2012-)
- Juan Flores «Chino»: Guitarra (2012-)
- Teto Viejo: Batería (2016-)
- Manu Acilu: Guitarra (2019-)
- Santiago Vokram: Violín (2019-)
- Ismael Filteau: Teclados (2021-)

### Antiguos miembros
- Juanjo Frontela: Batería (2012-2015)
- Bernardo «Berni» Ballester: Batería (2015-2016)
- José Rubio: Guitarra (2015-2019)
- Sergio Cisneros «Kiskilla»: Teclados (2012-2021) (fallecido)
- Fernando Ponce de León: Flauta (2019-2024) (fallecido)

## Discografía
- 2012: Uróboros
- 2015: Resurrección
- 2018: La Paz, Donde Todo Es Posible
- 2019: Bienvenidos Al Medievo